# Ніколоз Гілаурі
Ніколоз (Ніка) Гілаурі (груз. ნიკოლოზ (ნიკა) გილაური, русифіковане — Ніколоз Зурабович Гілаурі, рос. Николоз Зурабович Гилаури; нар. 14 лютого 1975, Тбілісі, Грузинська РСР, СРСР) — грузинський економіст і державний діяч.
Після навчання в США й Ірландії довгий час працював за кордоном. У 2001 році повернувся у Грузію. 2004 року призначений Міністром енергетики Грузії. З 2007 до 2009 року — Міністр фінансів Грузії, а у 2009—2012 роках перебував на посаді голови уряду.

## Біографія
Ніколоз Гілаурі народився 14 лютого 1975 року у Тбілісі, столиці Грузинської РСР СРСР.
Здобув освіту на факультеті міжнародних економічних відносин у Тбіліському державному університеті ім. Джавахішвілі. Продовжив освіту у Великій Британії, де у 1998 році навчався в Борнмутський коледжі, в Ірландії, де у 1999 році закінчив факультет економіки Університету Лімеріка за напрямом фінанси та економіка і США, де у 1999—2000 роках навчався в Університеті Темпла (Філадельфія) і там же отримав ступінь магістра в галузі міжнародного бізнес-менеджменту. Одночасно у 1999 році працював в Дублінському міжнародному фінансовому Центрі-Корпорації фондового менеджменту «Інвеско» на посаді адміністратора-менеджера фондів, а у 2000 році — фінансовим консультантом проектів енерго-економії Центру розвитку малого бізнесу, Філадельфія.

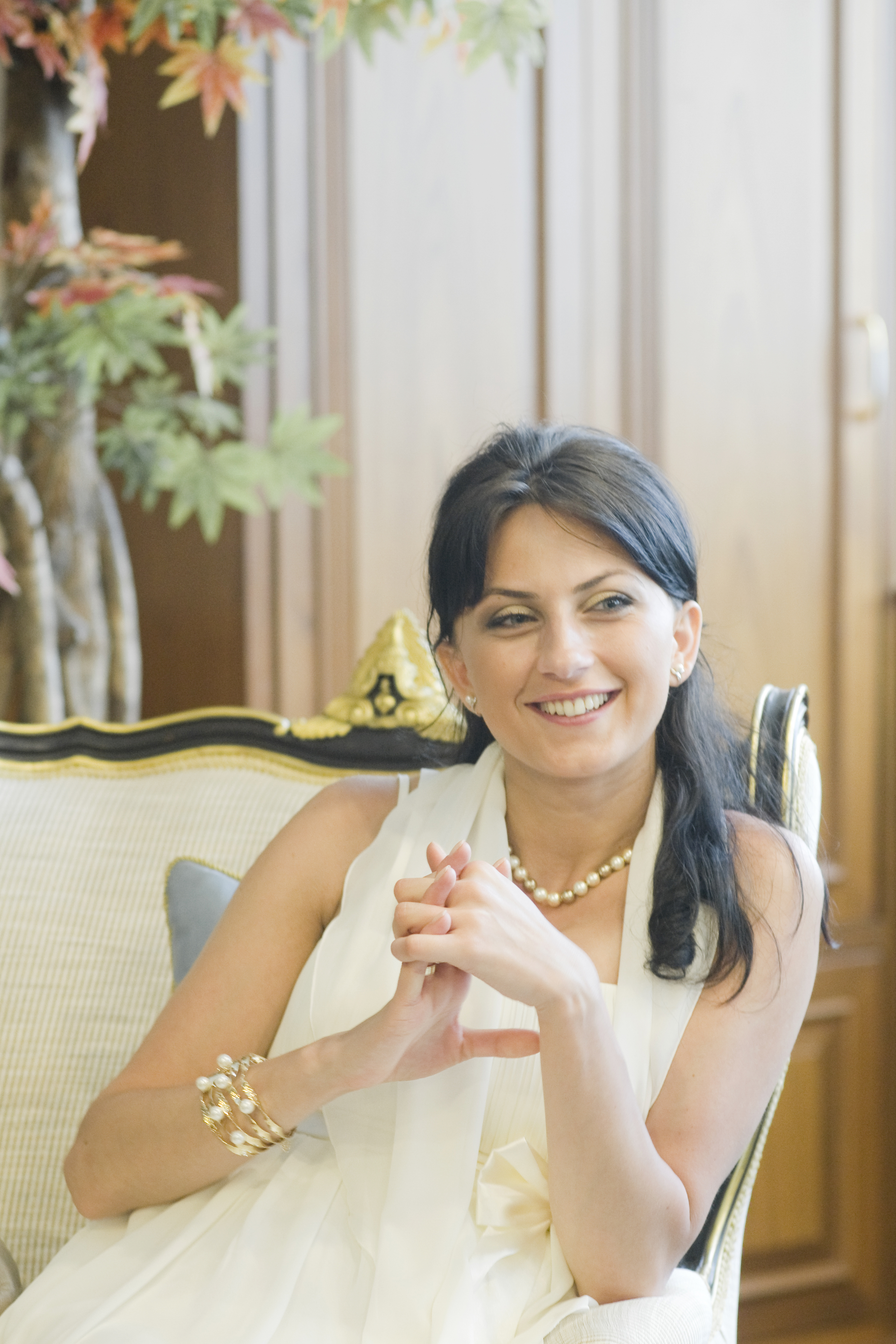
Дружина Гілаурі, Маріне Шамуґія

Фінансовий консультант «Телеком-Грузія» у 2001—2002 роках. Менеджмент-консультант по енергоринку Грузії в іспанському консорціумі «Ібердрола» у 2002 році. Менеджмент-контрактор в ірландської компанії SBE у 2003—2004 роках.
Міністр енергетики Грузії у 2004—2007 роках. Міністр фінансів Грузії у 2007—2009 роках, перший віце-прем'єр з грудня 2008 року. 30 січня 2009 року висунутий президентом Міхеілом Саакашвілі на пост прем'єр-міністра Грузії. 6 лютого затверджений на цій посаді парламентом Грузії. Здійснював повноваження глави уряду до 30 червня 2012 року.

## Родина та особисте життя
Володіє англійською мовою. У січні 2010 року Гілаурі одружився з колишньою моделлю та учасницею конкурсу «Міс Грузія 2004» Маріне Шамуґіа.